# Nikon FM
Nikon FM — малоформатный однообъективный зеркальный фотоаппарат с полуавтоматическим управлением экспозицией и механическим затвором, выпускавшийся в Японии корпорацией Nippon Kogaku K. K. (сейчас — Nikon) с 1977 до 1982 года, и впоследствии заменённый более совершенной камерой FM2. Модель стала первой непрофессиональной, получившей название «Nikon» после серии Nikkormat, и положила начало «компактной линейке F». Кроме того, фотоаппарат одновременно с Nikon F2A стал одним из первых, соответствующих спецификации AI байонета F.
Несмотря на отсутствие экспозиционной автоматики и любительский статус, Nikon FM был одной из самых популярных камер среди профессиональных фотожурналистов. Полноценная работоспособность без элементов питания и морозоустойчивость позволили моделям FM и FM2 удерживаться на конвейере в общей сложности более 20 лет.

## Технические особенности
В камере использован новый ламельный затвор Copal CCS-M с металлическими шторками, состоящими из пяти (первая шторка) и трёх ламелей со временем прохождения экспонирующей щели 7 миллисекунд. Так же, как и в затворе Copal Square S, ставшем прототипом для нового, ось механизма регулировки выдержек расположена горизонтально, но разработчики Nikon FM использовали угловую зубчатую передачу, расположив головку выдержек с вертикальной осью на верхнем щитке камеры. Такое устройство более привычно и популярно среди фотографов и сменило использовавшееся на «Никкорматах» кольцо выдержек вокруг байонета.
В остальном затвор мало изменился: диапазон выдержек остался прежним: от 1/1000 до 1 секунды при синхронизации электронных вспышек на 1/125.

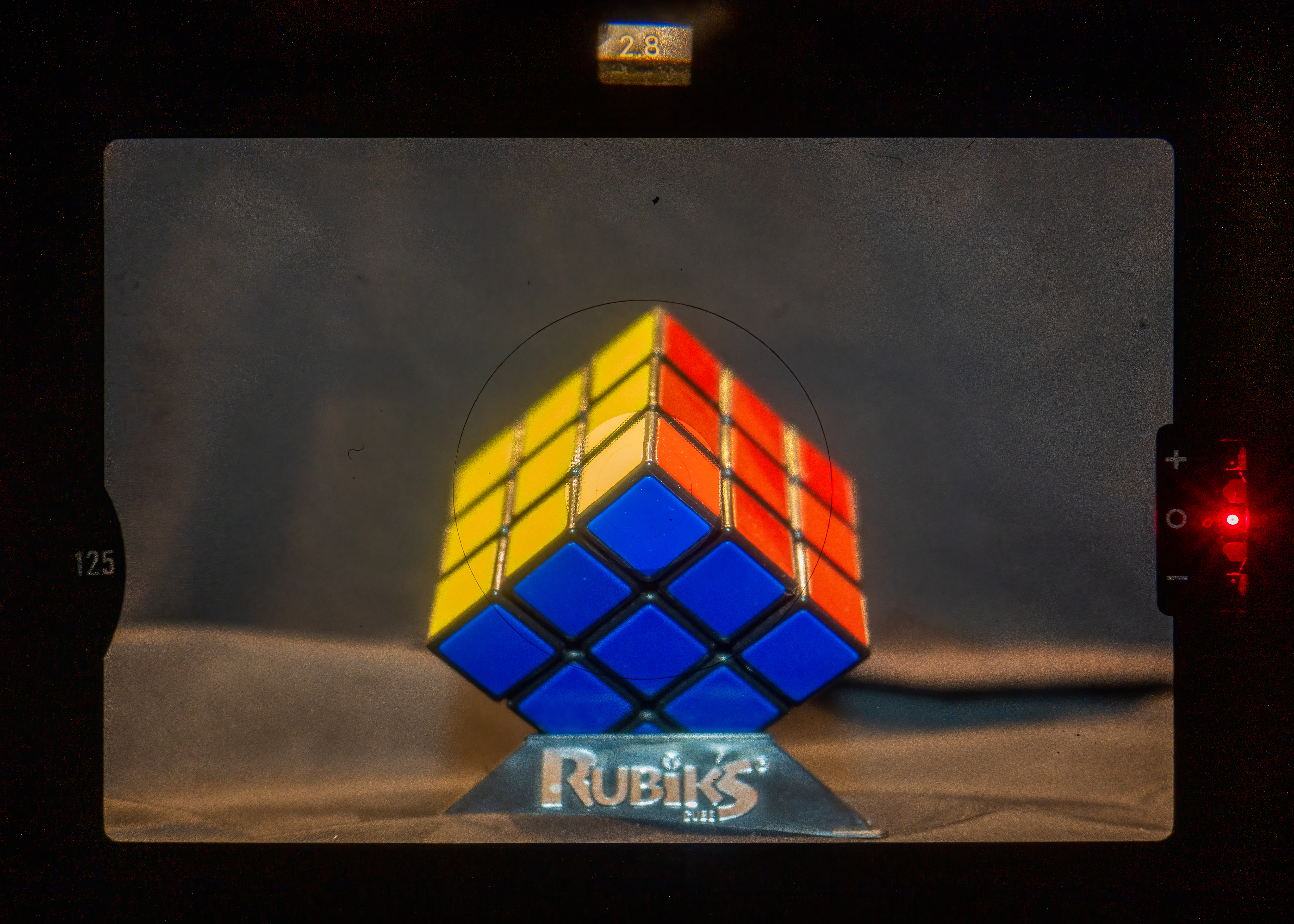
Светодиодная индикация экспонометра и оптическое отображение параметров в поле зрения видоискателя Nikon FM

Как и все остальные камеры «компактной» линейки, Nikon FM обладал следующими ключевыми особенностями:
- Несъёмная пентапризма, отображающая 93% площади кадра;
- Встроенный TTL-экспонометр, обеспечивающий центровзвешенный замер двумя фотодиодами на основе арсенида галлия;
- Система ADR (англ. Aperture Direct Readout) оптического отображения установленной диафрагмы в поле зрения видоискателя;
- Репетир диафрагмы;
- Механический автоспуск, осуществляющий подъём зеркала в начале работы;
- Возможность многократной экспозиции;
- Возможность использования приставного электропривода. Для всей линейки выпускался мотор MD-12 с частотой съёмки 3,2 кадра в секунду, не поддерживающий обратную перемотку;
- Сменная задняя крышка;

В отличие от профессиональных моделей, оснащаемых функцией предварительного подъёма зеркала, «компактная» серия не имела аналогичного механизма, частично ограничивая совместимость со старыми объективами Nikkor с коротким задним отрезком. Главная причина отсутствия функции заключалась в недостаточно надёжной светоизоляции ламельных затворов, не критичной при опущенном зеркале. Однако, вибрации от зеркала можно было исключить, используя автоспуск, который поднимал его в начале своего рабочего хода. Ещё одним отличием от профессиональных моделей был «горячий башмак» стандарта ISO 518, позволяющий использовать любые фотовспышки, в том числе сторонних производителей.
Фокусировочный экран типа «К» был несменным, но возможность его замены в сервис-центрах всё же была предусмотрена.
Полуавтоматическая установка экспозиции производится по трём светодиодам в поле зрения видоискателя. Свечение среднего свидетельствует о правильной экспозиции, а его совместная работа с одним из крайних — об ошибке не более 1 ступени. Одновременно с числом диафрагмы, проецируемом системой ADR с кольца объектива, в видоискателе отображается установленная выдержка со специального прозрачного диска, механически связанного с головкой выдержек. В отличие от следующей модели, название которой гравировалось на передней стенке, модель FM обозначалась только как префикс серийного номера сзади верхнего щитка.